# Arsén Kotsóiev
Arsén Kotsóiev —en osset, Коцойты Арсен— (va néixer el 15 de gener de 1872 vora Vladikavkaz, i va morir el 4 de febrer de 1944 a Vladikavkaz) fou un important escriptor osset, un dels fundadors de la tradició literària osseta. Va participar en tots els diaris ossets de l'època i va destacar en la faceta de publicista. A Vladikavkaz i a Beslan hi ha carrers amb el seu nom, i l'estudi de la seva obra és fonamental a les escoles d'Ossètia.

## Vida
Kotsóiev va néixer en una família pobra del poble de Gizel, a prop de Vladikavkaz. Als nou anys va ingressar a l'escola local, on va tenir accés a una bona col·lecció de llibres que van enriquir la seva educació. Després de l'escola va cursar estudis al seminari ortodox d'Ardon, que va abandonar per una sobtada malaltia. En tornar al seu poble va començar a escriure assaigs curts per a diferents diaris del Caucas septentrional, mentre exercia de mestre a l'escola local. El 1902 va prendre part en la revolta de Gizel, motiu pel qual va ser expulsat de la seva vila natal i es va haver de refugiar a Ossètia del Sud, on va continuar escrivint assaigs i contes.
El 1910 va començar a publicar la revista Æфсир (Afsir, espiga de blat), que amb només catorze números va tenir un enorme impacte en el periodisme i la literatura d'Ossètia. Alguns dels textos cabdals en osset van ser publicats per primer cop a Afsir.
L'any 1912 va marxar a Sant Petersburg, on, entre altres llocs, va treballar al diari de Lenin Pravda. Malgrat els seus orígens rurals a Ossètia, la seva forta educació li va permetre exercir-hi de corrector. Després de la revolució d'Octubre, la seva fama va anar creixent, mentre continuava escrivint en diferents diaris i revistes, i treballant en l'educació. Va morir a Vladikavkaz i va ser enterrat al pati del Museu de la Literatura d'aquesta ciutat.

## Obra
Els crítics l'anomenen l'"artista de la tragèdia de la vida". Els contes d'Arsén Kotsóiev són molt sovint tràgics i sovint hi ha assassinats, sovint sense sentit, increïblement cruels, tal com es produïen segons l'antiga llei muntanyenca de la "venjança de sang". Kotsóiev reflexionà sovint sobre el paper de les persones que provenen de cultures molt tradicionals en una nova societat més occidentalitzada, i critica molt l'analfabetisme del seu poble, juntament amb el paper destructiu i empobridor de les supersticions. També cal destacar la seva faceta de traductor, mostra de la qual són els seus treballs de traducció de l'obra d'Aleksandr Puixkin a l'osset.